# 微波遥感
微波遥感是利用搭载在平台上的传感器发射和接收微波波束投射于物体表面，由其反射回的回波信号及极化、幅度信息等确定目标物的大小、形态以及移动速度的技术。根据是否发射出微波信号，可以分为主动微波遥感和被动微波遥感。